# Rdza zbożowa

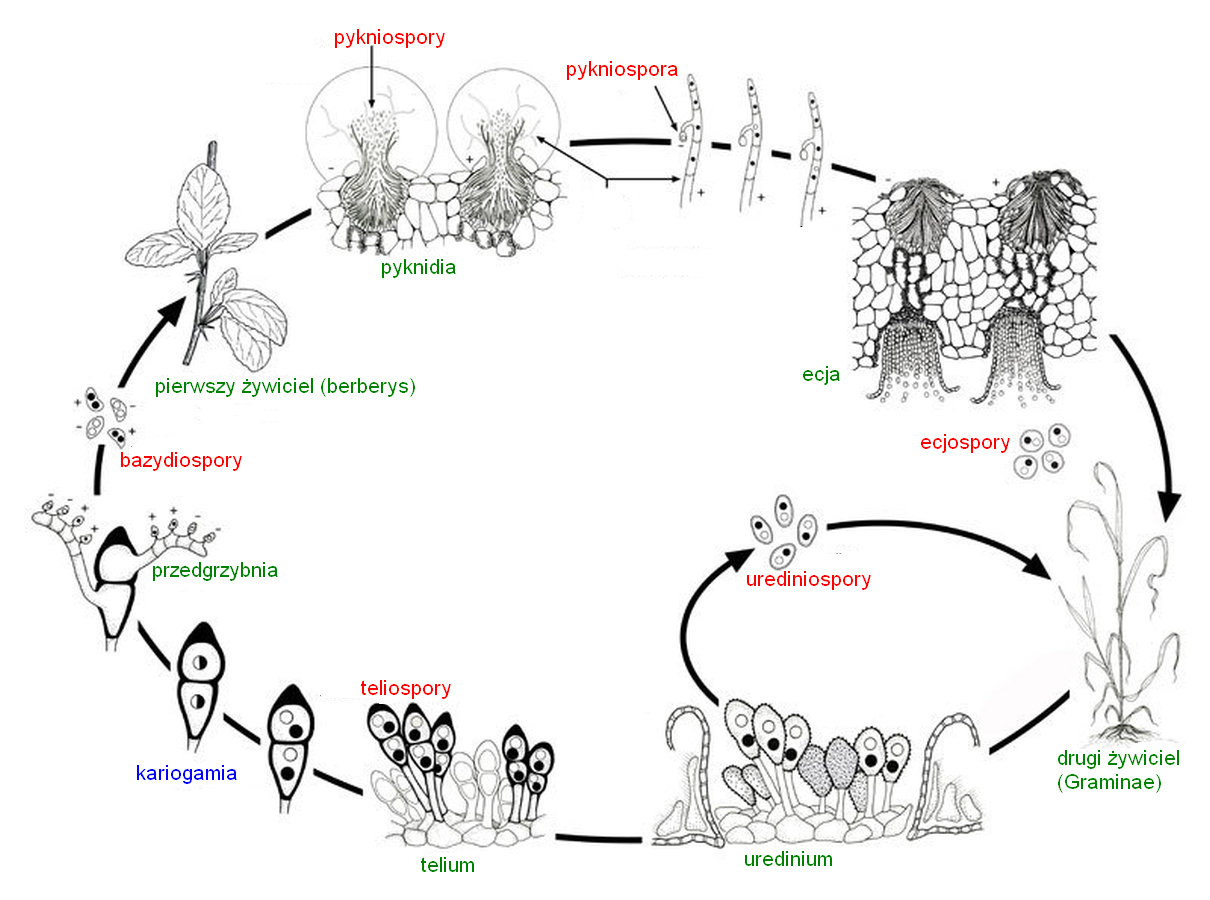
Cykl rozwojowy rdzy zbożowej

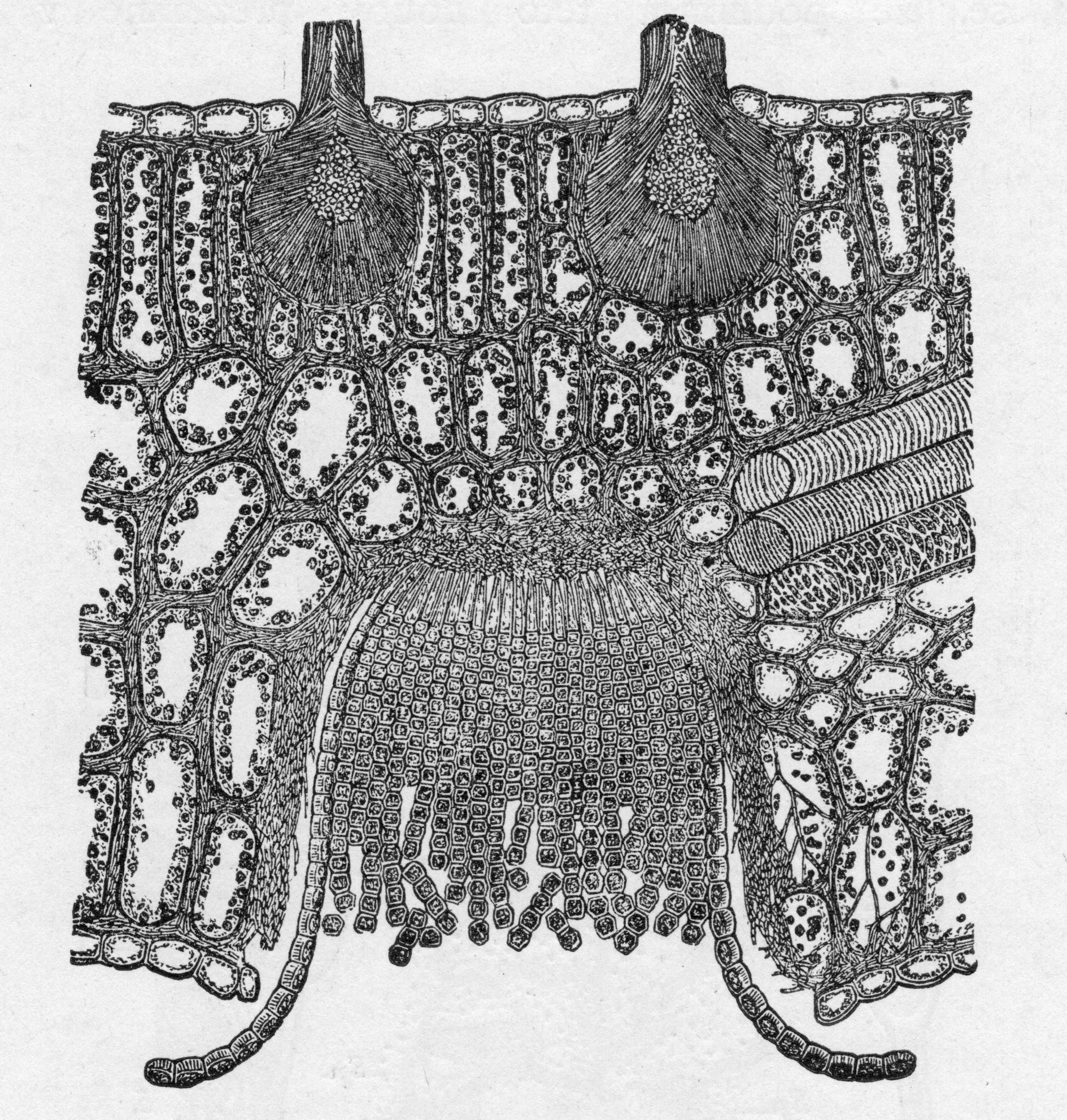
Przekrój przez liść berberysu z pyknidiami i ecjami rdzy zbożowej

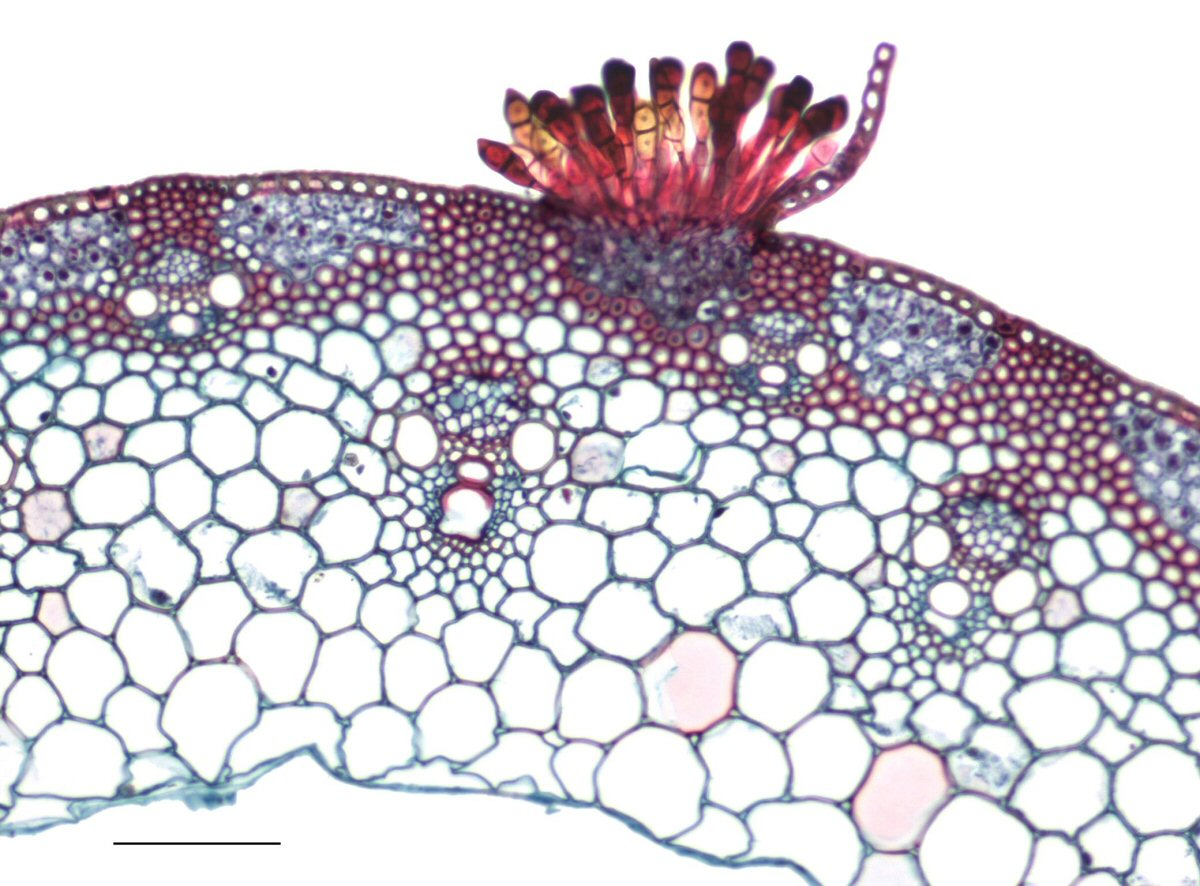
Teliospory rdzy zbożowej na liściu zbóż

Rdza zbożowa (Puccinia graminis Pers.) – gatunek grzybów z rodziny rdzowatych (Pucciniaceae). Wywołuje chorobę zbóż zwaną rdzą źdźbłową zbóż i traw.

## Systematyka i nazewnictwo
Pozycja w klasyfikacji według Index Fungorum: Pucciniaceae, Pucciniales, Incertae sedis, Pucciniomycetes, Pucciniomycotina, Basidiomycota, Fungi.
Synonimów nazwy naukowej ma około 40. Niektóre z nich.

- Dicaeoma anthistiriae (Barclay) Syd. 1922
- Puccinia albigensis Mayor 1957
- Puccinia anthistiriae Barclay 1889
- Puccinia brizae-maximae T.S. Ramakr. 1954
- Puccinia cerealis H. Mart.
- Puccinia elymina Miura 1928
- Puccinia favargeri Mayor 1957
- Puccinia jubata Ellis & Barthol. 1896
- Puccinia linearis Röhl.
- Puccinia megalopotamica Speg. 1898
- Puccinia secalis Grove
- Puccinia vilis Arthur 1901

## Rozmnażanie się rdzy zbożowej
Jest to pasożyt dwudomowy, czyli taki, który dla pełnego cyklu rozwojowego potrzebuje dwóch gatunków roślin żywicielskich: początkową część rozwoju odbywa na liściach berberysu, pozostałą – na zbożu. Wytwarza on kilka typów zarodników. 
Cykl rozwojowy;
Zimują w słomie lub ziemi dwukomórkowe zarodniki zwane teliosporami. Wiosną w glebie kiełkują wytwarzając krótką przedgrzybnię. Z każdej z dwóch komórek teliospory powstaje krótka strzępka, na końcu której powstaje podstawka wytwarzająca 4 zarodniki zwane sporydiami, należące do grupy bazydiospor. Wiatr przenosi je na liście berberysu, który jest pierwszym żywicielem. Tu kiełkują i wytwarzają dwa rodzaje struktur; na górnej powierzchni liścia rodzaj pyknidiów zwany spermogoniami, na dolnej dużo większe ecja. W ecjach wytwarzane są zarodniki zwane ecjosporami. Wydostają się one przez otwór w ecjach i zakażają zboża, które są drugim żywicielem rdzy zbożowej. Ecjospory wnikają do tkanek źdźbła i liści przez otwór w aparacie szparkowym. Początkowo rozwijają się z nich zarodniki letnie zwane urediniosporami, które mogą zarażać sąsiednie rośliny i zazwyczaj szybko w ciągu lata rozprzestrzeniają chorobę na całym polu. W jednym sezonie wegetacyjnym powstaje kilka generacji urediniospor i to one pełnią najważniejszą rolę w rozprzestrzenianiu się choroby. Późnym latem obok urediniospor zaczynają powstawać zarodniki zimowe – teliospory, pod koniec sezonu wegetacyjnego powstają już wyłącznie teliospory. Nie zakażają one już roślin – ich zadaniem jest przetrwanie zimy.
Liczba chromosomów
Teliospora jest dwujądrowa, a każde z jej jąder ma haploidalną liczbę chromosomów (n). Jeszcze przed dojrzeniem następuje w niej kariogamia – zlanie się jąder, wskutek którego powstaje jedno jądro o diploidalnej liczbie chromosomów (2n). W czasie wytwarzania podstawek następuje mejoza, w wyniku której powstają haploidalne sporydia. Są one dwóch rodzajów: (+) i (–). Również haploidalna i dwóch rodzajów jest wyrosła z nich w liściach berberysu grzybnia i powstałe z niej spermatogonia. Natomiast ecja są diploidalne. Przed ich powstaniem wewnątrz tkanek berberysu różnoimienne grzybnie zlewają się z sobą i powstaje grzybnia diploidalna, o komórkach dwujądrowych. Tylko ze strzępek takiej grzybni mogą powstawać ecjospory. Zdarza się, że w jakimś liściu występuje tylko grzybnia  o jednym znaku, wówczas ecja na takim liściu nie powstają, w dużej natomiast ilości wytwarzane są spermogonia.
Ecjospory posiadają dwa jądra i są diploidalne, tak, jak grzybnia, z której powstały. Podobnie dwujądrowe i diploidalne są  wyrastające z nich uredinia, ecja i wytwarzane w nich urediniospory i teliospory.
Rola pyknidium
Występujące na górnej powierzchni liści berberysu bardzo drobne, pomarańczowej barwy pyknidia w niektórych opracowaniach nazywane są spermogoniami. Powstające w nich pykniospory nie zarażają innych roślin. Ich zadanie jest inne. Są haploidalne i są dwóch rodzajów: (+) i (-) (tzw. heterotalizm).  Roznoszone są przez owady zwabione nektarem wydzielanym przez pykniospory. Jądra dwóch pykniospor różnych znaków mogą połączyć się z sobą (kariogamia), częściej jednak zachodzi ich kontakt z receptorami pykniospor o innym znaku, i wówczas dochodzi do kariogamii różnoimiennych jąder. Powstaje grzybnia dwujądrowa, diploidalna, a z niej rozwijają się ecja. Tak więc dzięki pykniosporom ecjospory mogą być wytwarzane nawet w tych przypadkach, gdy na liściu berberysu wykiełkowały tylko sporydia tego samego znaku. Owady mogą bowiem przynieść pykniospory o innym znaku z innych liści berberysu